# Стефан Мазуркевич

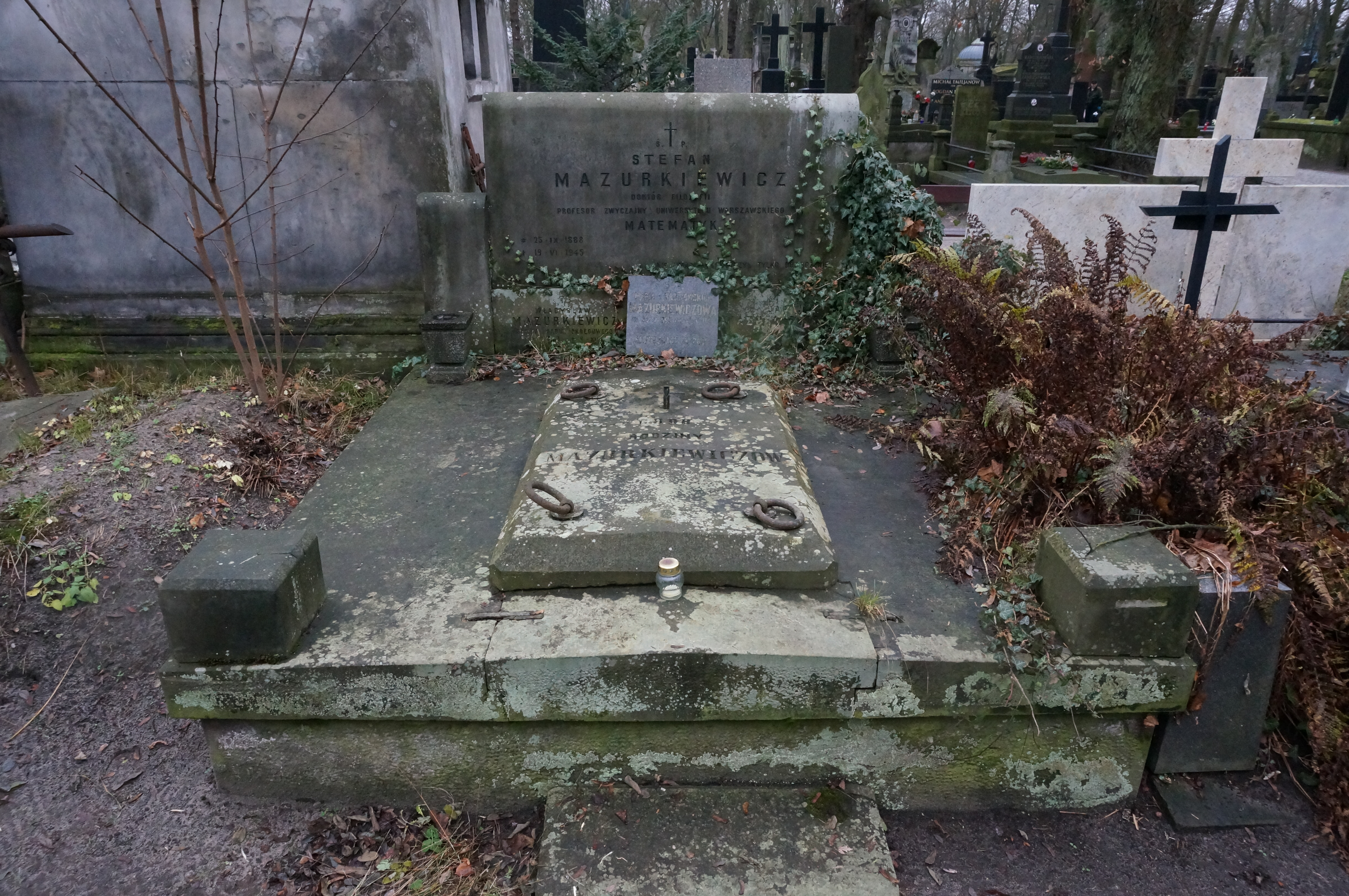
Могила Стефана Мазуркевича на Повонзківському цвинтарі (2019)

Сте́фан Мазурке́вич (пол. Stefan Mazurkiewicz; 25 вересня 1888, Варшава — 19 червня 1945, Гродзиськ-Мазовецький) — польський математик, один із провідних представників Варшавської математичної школи.

## Життєпис
Народився у Варшаві в родині Яна (1853–1922), адвоката, та Міхаліни з Пйотровських. Мав брата Владислава, який був дипломатом, та сестру (нар. 1894). Гімназію закінчив у Варшаві 1906 року, іспит зрілості склав у IV Гімназії в Кракові. Після закінчення середньої школи вивчав математику на філософському факультеті Ягеллонського університету, потім навчався в Мюнхені, Геттінгені та Львові (докторат з філософії 1913 року на основі праці фр. Thèse sur les courbes qui remplissent le carré. Викладав математику у Варшавському університеті з 1 грудня 1915 року, доцент цього предмету з 1 квітня 1919 року, доцент математики Ягеллонського університету з 4 червня 1919 року, професор Варшавського університету з 1 жовтня 1920 року, декан у 1927–1935 роках, у 1937 році став його проректором. Викладав також у Вищій комерційній школі (пол. Wyższa Szkoła Handlowa), Вільній польській всечниці (пол. Wolna Wszechnica Polska). У 1917 році став членом Варшавського наукового товариства – у 1935–1945 роках був також його генеральним секретарем. З 1922 року був членом Польської академії знань.
Займався топологією, математичним аналізом та теорією ймовірностей. Був співзасновником у 1920 році (разом із Зигмунтом Янішевським та Вацлавом Серпінським) журналу «Fundamenta Mathematicae».
З періоду польсько-більшовицької війни співпрацював з Бюро шифрів Другого відділу Генерального штабу Війська Польського, беручи участь у розшифровці кодів та навчанні польських криптологів.
У 1922 році отримав право на пам'ятний знак 1-го Головного командування (Генерального штабу) Війська Польського.
Був євангельсько-реформатського віросповідання. У 1924 році розлучився з першою дружиною у Віленській єдноті. Вдруге одружився 7 жовтня 1933 року в євангельсько-реформатській церкві у Варшаві з Марією з Бжозовських.
Похований на Повонзківському цвинтарі (секція 41-2-24,25).

## Ордени та відзнаки
- Командорський хрест ордена Відродження Польщі (11 листопада 1936)[17]